# Christian Gottfried Hoffmann
Christian Gottfried Hoffmann (także: Hofmann; ur. 8 listopada 1692 w Lauban (ob. Lubań); zm. 1 września 1735 we Frankfurcie nad Odrą) – niemiecki historyk i prawnik, uczony, profesor.
Syn Gottfrieda Hoffmanna (1658-1712). W latach 1711–1714 studiował filozofię na Uniwersytecie w Lipsku. W 1716 został doktorem praw na Uniwersytecie w Halle.
W 1718 profesor prawa naturalnego i międzynarodowego publicznego. W semestrze zimowym 1722 rektor Uniwersytetu w Lipsku. W 1723 profesor prawa publicznego Wydziału Prawa Uniwersytetu Viadrina. Członek Królewsko-Pruskiej Akademii Nauk.

## Dzieła
- Historia juris Romani Justinianei. Vol. 1, Leipzig 1718, 2. Auflage 1734, Vol. II 1726
- Die Ehre des Hauses Mansfeld in dem Alter seiner Abkunft... Leipzig 2. Aufl. 1720 (Online)
- Novum Volumen scriptorum Germ. Imprimis ad Lusatiam et vicinas regiones spectantium. Leipzig 1719, 4. Teile
- Gegenwärtiger Zustand der Finanzen Frankreichs. 1720
- Praenotationes de origine, progressu et natura jurisprudentiae criminalis germanorum. Leipzig 1722
- Gründliche Vorstellung derer im heiligen römischen Reiche deutscher Nation obschwebenden Religionsbeschwerden. 1722